# Mechs vs. Minions
Mechs vs. Minions é um jogo de tabuleiro cooperativo baseado em League of Legends lançado pela Riot Games em outubro de 2016 na América do Norte e Europa. Situado no mundo de Runeterra, o jogo permite que até quatro jogadores controlem os personagens Corki, Heimerdinger, Tristana e Ziggs, que têm como objetivo cumprir os desafios combatendo ondas de Minions.
O desenvolvimento do jogo durou três anos, tendo iniciado como um projeto pessoal de Chris Cantrell. O jogo é dividido em 10 missões que podem durar de 60 a 90 minutos cada.

## Componentes
A caixa do jogo inclui:
- 5 tabuleiros;
- 100 Minions em 4 modelos diferentes;
- 1 bomba;
- 4 moedas de runa;
- 4 bandejas de componentes;
- 4 Mechs pintados (Corki, Heimerdinger, Tristana e Ziggs);
- 96 cartas de comando;
- 55 cartas de dano;
- 40 cartas esquemáticas;
- 1 ampulheta;
- 6 metal trackers
- 2 dados de números;
- 2 dados de runas;
- 10 envelopes de missões;
- 1 envelope de prêmio final;
- 1 manual;
- 1 tutorial.